# Indice di penetrazione mafiosa
L'Indice di penetrazione mafiosa è un indice creato dall'eurispes per rilevare la presenza mafiosa in Italia, all'interno di un determinato territorio.